# Санта-Веніша (Каліфорнія)
Санта-Веніша (англ. Santa Venetia) — переписна місцевість (CDP) в США, в окрузі Марін штату Каліфорнія. Населення — 4289 осіб (2020).

## Географія
Санта-Веніша розташована за координатами 38°0′20″ пн. ш. 122°30′10″ зх. д. / 38.00556° пн. ш. 122.50278° зх. д. (38.005569, -122.502811).  За даними Бюро перепису населення США в 2010 році переписна місцевість мала площу 9,53 км², з яких 9,48 км² — суходіл та 0,05 км² — водойми.

## Демографія
Згідно з переписом 2010 року, у переписній місцевості мешкали 4292 особи в 1655 домогосподарствах у складі 1030 родин. Густота населення становила 450 осіб/км².  Було 1706 помешкань (179/км²).
Расовий склад населення:
| - 77,7 % — білих - 7,1 % — азіатів - 2,1 % — чорних або афроамериканців - 0,6 % — корінних американців - 0,4 % — вихідців з тихоокеанських островів - 8,2 % — осіб інших рас |

До двох чи більше рас належало 4,0 %. Частка іспаномовних становила 19,0 % від усіх жителів.
За віковим діапазоном населення розподілялося таким чином: 18,7 % — особи молодші 18 років, 60,9 % — особи у віці 18—64 років, 20,4 % — особи у віці 65 років та старші. Медіана віку мешканця становила 47,7 року. На 100 осіб жіночої статі у переписній місцевості припадало 90,2 чоловіків;  на 100 жінок у віці від 18 років та старших — 87,1 чоловіків також старших 18 років.
Середній дохід на одне домашнє господарство  становив 98 648 доларів США (медіана — 86 182), а середній дохід на одну сім'ю — 113 886 доларів (медіана — 99 417). Медіана доходів становила 39 543 долари для чоловіків та 37 234 долари для жінок. За межею бідності перебувало 9,7 % осіб, у тому числі 15,2 % дітей у віці до 18 років та 9,9 % осіб у віці 65 років та старших.
Цивільне працевлаштоване населення становило 3277 осіб. Основні галузі зайнятості: науковці, спеціалісти, менеджери — 21,0 %, освіта, охорона здоров'я та соціальна допомога — 20,9 %, мистецтво, розваги та відпочинок — 11,9 %, фінанси, страхування та нерухомість — 6,9 %.